# Mittendrin – Flughafen Frankfurt
Mittendrin – Flughafen Frankfurt ist eine deutsche Reportage-Fernsehreihe, die Mitarbeiter des Flughafens Frankfurt bei ihrer täglichen Arbeit begleitet. Sie ist eine Produktion des Hessischen Rundfunks, wurde bisher im hr-Fernsehen, SWR Fernsehen, rbb Fernsehen, und Phoenix ausgestrahlt und ist als Video-on-Demand in der ARD Mediathek sowie auf dem Videoportal YouTube abrufbar.

## Konzept

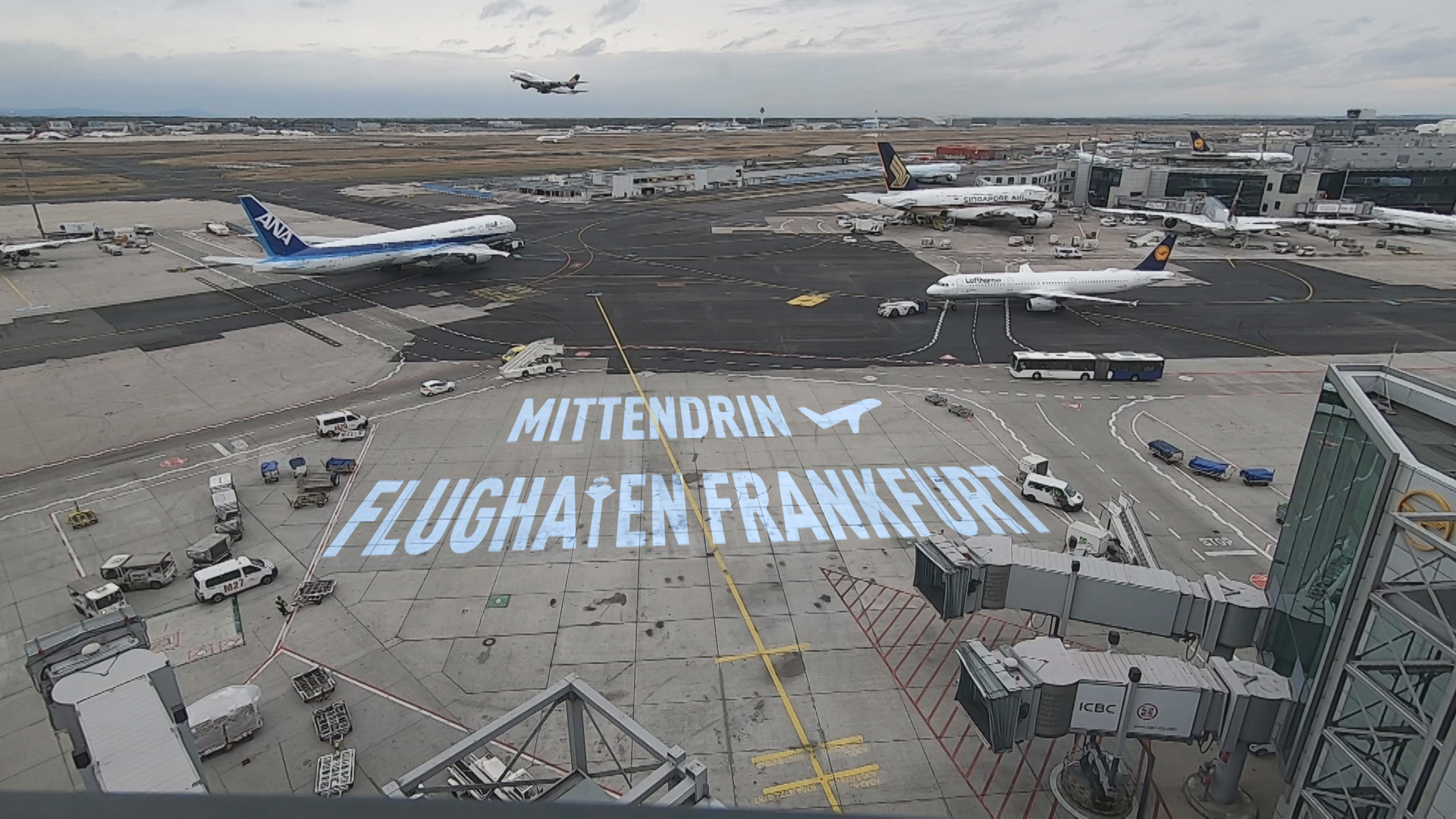
Titelbild „Mittendrin – Flughafen Frankfurt“

Die Reportage-Reihe begleitet Menschen, die beim Frankfurter Flughafen arbeiten. So werden unter anderem Follow-me-Fahrer, Vorfeld- und Fluglotsen, Flugbegleiter und -kapitäne sowie die Feuerwehr und Bundespolizei bei ihrer täglichen Arbeit gezeigt.

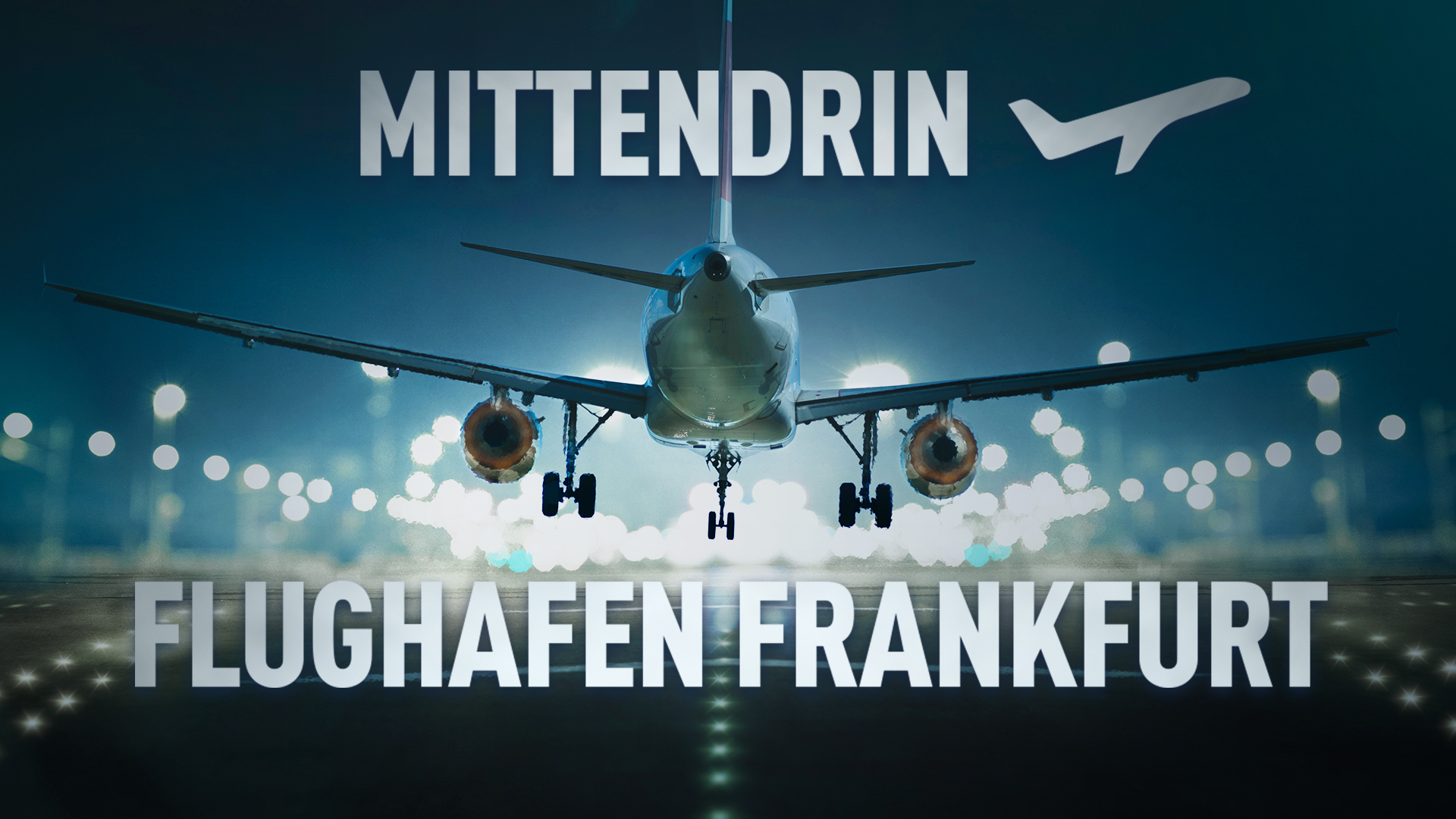
Promobild zum Start der 5. Staffel

Die Produktion wird von Videojournalisten gedreht, die jeweils für den Ton und die Kamera zuständig sind sowie als Reporter agieren. Zwischen den Filmabschnitten werden 3D-Animationen des Flughafens verwendet, um den aktuellen Standort der begleiteten Person darzustellen. Bei der verwendeten Hintergrundmusik handelt es sich meist um aktuelle Radio- und Chart-Titel. Eine Liste mit allen Musiktiteln hat der Hessische Rundfunk über den Streaming-Dienst Spotify veröffentlicht. Diese wird mit jeder neuen Folge aktualisiert.

## Übersicht der Folgen
Die ersten beiden Staffeln wurden erstmals im hr-fernsehen ausgestrahlt. Die Erstveröffentlichung der sechs Folgen aus der dritten Staffel fand vom 25. Oktober bis 2. Dezember 2019 in der ARD-Mediathek, auf hr-fernsehen.de und auf YouTube statt. Am 21. und 28. Februar 2020 wurden die ersten beiden Folgen der vierten Staffel erneut zuerst online veröffentlicht. Die dritte Folge wurde im hr-fernsehen erstmals veröffentlicht.
| Staffel                  | Folgen | TV-Erstausstrahlungszeitraum                                                      | Sendeplatz                                                      | Sender       |
| ------------------------ | ------ | --------------------------------------------------------------------------------- | --------------------------------------------------------------- | ------------ |
| 1                        | 6      | 23. Januar – 27. Februar 2019                                                     | Mittwoch, 21 Uhr                                                | hr-fernsehen |
| 2                        | 6      | 10. Juli – 14. August 2019                                                        | Mittwoch, 21 Uhr                                                | hr-fernsehen |
| 3                        | 6      | 30. Oktober – 14. Dezember 2019                                                   | Mittwoch, 21 Uhr                                                | hr-fernsehen |
| 4                        | 3      | 26. Februar – 11. März 2020                                                       | Mittwoch, 21 Uhr                                                | hr-fernsehen |
| Special                  | 2      | 29. April 2020                                                                    | Mittwoch, 21:20 Uhr                                             | hr-fernsehen |
| Special                  | 2      | 6. Mai 2020                                                                       | Mittwoch, 22 Uhr                                                | hr-fernsehen |
| 5                        | 4      | 8. Juli – 29. Juli 2020                                                           | Mittwoch, 21 Uhr                                                | hr-fernsehen |
| 6                        | 6      | 28. Oktober 2020                                                                  | Mittwoch, 21.45 Uhr                                             | hr-fernsehen |
| 6                        | 6      | 4. November 2020                                                                  | Mittwoch, 21 Uhr                                                | hr-fernsehen |
| 6                        | 6      | 11. November 2020                                                                 | Mittwoch, 21:30 Uhr                                             | hr-fernsehen |
| 6                        | 6      | 9. Dezember 2020                                                                  | Mittwoch, 21 Uhr                                                | hr-fernsehen |
| 6                        | 6      | 16. Dezember 2020                                                                 | Mittwoch, 21:15 Uhr                                             | hr-fernsehen |
| 6                        | 6      | 23. Dezember 2020                                                                 | Mittwoch, 22 Uhr                                                | hr-fernsehen |
| 7 „Mittendrin All Stars“ | 3      | 3. – 5. April 2021                                                                | Oster-Wochenende, jeweils 18:45 Uhr                             | hr-fernsehen |
| 7 „Mittendrin All Stars“ | 3      | 24. Dezember 2021 1. Januar 2022                                                  | Heiligabend 2021, 21 Uhr sowie am Neujahrstag 2022 ab 17:15 Uhr | hr-fernsehen |
| 8                        | 6      | 2. Juni 2021                                                                      | Mittwoch, 21:15 Uhr                                             | hr-fernsehen |
| 8                        | 6      | 2. Juni 2021                                                                      | Mittwoch, 21 Uhr                                                | hr-fernsehen |
| 8                        | 6      | 7.–28. Juli 2021                                                                  |                                                                 | hr-fernsehen |
| 9                        | 6      | 3.–17. November 2021                                                              | Mittwoch, 21 Uhr                                                | hr-fernsehen |
| 9                        | 6      | 24. November 2021                                                                 | Mittwoch, 21:45 Uhr                                             | hr-fernsehen |
| 9                        | 6      | 25. Mai – 1. Juni 2022                                                            | Mittwoch, 21 Uhr                                                | hr-fernsehen |
| 10                       | 4      | 20. Juli (F 46), nur in der Mediathek (F 47), 3. August (F 48), 31. August (F 49) | Mittwoch, 21 Uhr                                                | hr-fernsehen |
| 11                       | 8      | 1.–29. März 2023, 17.–31. Mai 2023                                                | Mittwoch, 21 Uhr                                                | hr-fernsehen |
| 12                       | 7      | 8. November – 13. Dezember 2023, 14. Februar 2024                                 | Mittwoch, 21 Uhr                                                | hr-fernsehen |
| 13                       | 6      | 15. Mai – 19. Juni 2024                                                           | Mittwoch, 21 Uhr                                                | hr-fernsehen |
| 14                       | 6      | 6. November – 11. Dezember 2024                                                   | Mittwoch, 21 Uhr                                                | hr-fernsehen |
| 15                       | 3      | 26. März – 9. April 2025                                                          | Mittwoch, 21 Uhr                                                | hr-fernsehen |

Unter Mittendrin extra – Flughafen Frankfurt wurde der Internationale Verkehr in der COVID-19-Pandemie bzw. dessen Auswirkungen auf den Flughafen Frankfurt in zwei Sonderausgaben thematisiert. Während die erste Sonderausgabe erstmals am 29. April 2020 um 21:20 Uhr auf hr-Fernsehen ausgestrahlt wurde, wurde die zweite am 6. Mai 2020 um 22 Uhr gesendet. Die Verschiebung von 21 Uhr auf der angegebene Uhrzeit wurde aufgrund von Sondersendungen davor nötig. Die vier Folgen der fünften Staffel liefen ab dem 8. Juli 2020 wieder regulär um 21 Uhr. Die Ausstrahlung der ersten Folge der sechsten Staffel am 28. Oktober 2020 wurde aufgrund von zwei Sondersendungen über das verabschiedete neue Corona-Maßnahmen-Paket auf 21:45 Uhr verschoben. Anlässlich zur 50. Folge wurde am 1. März 2023 eine Jubiläumsfolge mit einer Sendezeit von 60 Minuten ausgestrahlt.

## „Mittendrin All Stars“
Im März 2021 startete der Hessische Rundfunk auf der Plattform YouTube eine Umfrage über die beliebtesten Protagonisten der Reportage-Reihe. Die vorgeschlagenen Personen waren Flugkapitänin Riccarda Tammerle, Follow-Me-Fahrer Mario Hahn, die Bundespolizisten Nina Lenzner und Ingo Vorberg, Feuerwehrmann Bastian Haas sowie Pushback-Fahrer Steffen Meilinger. Insgesamt haben sich über 14.000 Nutzer an der Umfrage beteiligt. Für die drei Protagonisten mit den meisten Stimmen wurde jeweils eine Folge der Reihe Mittendrin All Stars aus bestehendem Material der jeweiligen Folgen produziert, in der die beteiligten Personen mitgewirkt haben. Die drei Sendungen Im Flieger mit Flugkapitänin Riccarda Tammerle, Unterwegs mit Follow-Me-Fahrer Mario Hahn und Im Einsatz mit den Bundespolizisten Ingo Vorberg und Nina Lenzner wurden am Osterwochenende (Samstag, 3. April, bis Montag, 5. April 2021) jeweils um 18:45 Uhr im hr-Fernsehen ausgestrahlt. Im Dezember 2021 wurde eine zweite Umfrage gestartet, wieder beteiligten sich mehr als 11.000 Personen. Die drei Sieger waren dieses Mal Flugkapitän Fokko Doyen, Notfallsanitäterin Fabienne Kraft und Feuerwehrmann Bastian Haas. Die jeweiligen Folgen wurden alle drei nacheinander am Neujahrstag 2022 im Nachmittagsprogramm des hr-fernsehens gezeigt.

## „hr ganz nah“
Im Zeitraum vom 16. bis 23. Mai 2022 veranstaltete der Hessische Rundfunk einen digitalen „Tag der offenen Tür“. Anlässlich dieser Aktion sowie der YouTube-Premiere der 44. Folge präsentierte sich das Team von „Mittendrin – Flughafen Frankfurt“ in einem Livestream über YouTube und stellte sich den Fragen der Teilnehmer. Mit dabei waren u. a. Videojournalist Andreas Graf, Video Editor Christoph Pohl, Grafiker Dennis Burneleit, Social-Media-Moderatorin Christiane Schulmayer sowie als Studio-Gäste Pilot Joung-Gi Joost, Harald Trümpler und Matthias Klein von der Flughafen-Feuerwehr und Plane-Spotter Cezary Jarzyna.

## Rezeption
Die Zweitverwertung der Folgen auf der Videoplattform YouTube erreicht zusammen mehr als 88 Millionen Aufrufe. Die erfolgreichste Folge dort ist Folge 44 Mit Joung-Gi nach Bangkok – Abenteuer Langstrecke mit mehr als 3 Millionen Aufrufen.
Für die Reportage-Reihe 100% Berlin des Senders Rundfunk Berlin-Brandenburg produzierten die Macher der Serie im Jahr 2022 zwei Folgen über den Flughafen BER: Nach der Landung – Arbeiten am Flughafen BER und Dreamliner-Taufe am Flughafen-Berlin-Brandenburg.

## Auszeichnungen
Hugo-Junkers-Preis 2023 des Luftfahrt-Presseclubs (LPC) für Autor Andreas Graf
Eyes & Ears Award 2024 (Silber) in der Kategorie „Beste Programm-Kampagne: Kultur & Dokumentation“